# Microeca
Microeca – rodzaj ptaków z podrodziny muchóweczek (Microecinae) w obrębie rodziny skalinkowatych (Petroicidae). 

## Zasięg występowania
Rodzaj obejmuje gatunki występujące w Australii, na Nowej Gwinei i Wyspach Tanimbar.

## Morfologia
Długość ciała 12–14,5 cm; masa ciała 11–20 g.

## Systematyka

### Etymologia
- Microeca (Micraeca): gr. μικρος mikros „mały”; οικα oika „być jak”[7].
- Kempia: Robert „Robin” Kemp (1871–1949), angielski księgowy, przyrodnik, kolekcjoner z Sierra Leone, Afryki Wschodniej, Australii, Nowej Zelandii i Argentyny[8]. Typ nomenklatoryczny: Micræca flavigaster Gould, 1843.

### Podział systematyczny
Do rodzaju należą następujące gatunki:
- Microeca flavigaster Gould, 1843 – muchóweczka żółtobrzucha
- Microeca hemixantha P.L. Sclater, 1883 – muchóweczka tanimbarska
- Microeca fascinans (Latham, 1801) – muchóweczka bura